# 沙韦涅 (曼恩-卢瓦尔省)
沙韦涅（法語：Chavaignes，法語發音：[ʃavɛɲ] ⓘ）是法国曼恩-卢瓦尔省的一个旧市镇，属于索米尔区。2016年12月15日，沙韦涅和相邻的另外13个市镇合并为新市镇努瓦扬维拉日（Noyant-Villages）。

## 地理
沙韦涅（47°32'29"N, 0°2'13"E）面积7.42 平方千米，位于法国卢瓦尔河地区大区曼恩-卢瓦尔省，该省份为法国西部内陆省份，大致对应安茹地区，北起顺时针与马耶讷省、萨尔特省、安德尔-卢瓦尔省、维埃纳省、德塞夫勒省、旺代省、大西洋卢瓦尔省和伊勒-维莱讷省接壤。
与沙韦涅接壤的市镇（或旧市镇、城区）包括：欧韦尔斯、热讷泰伊、拉斯。
沙韦涅的时区为UTC+01:00、UTC+02:00（夏令时）。

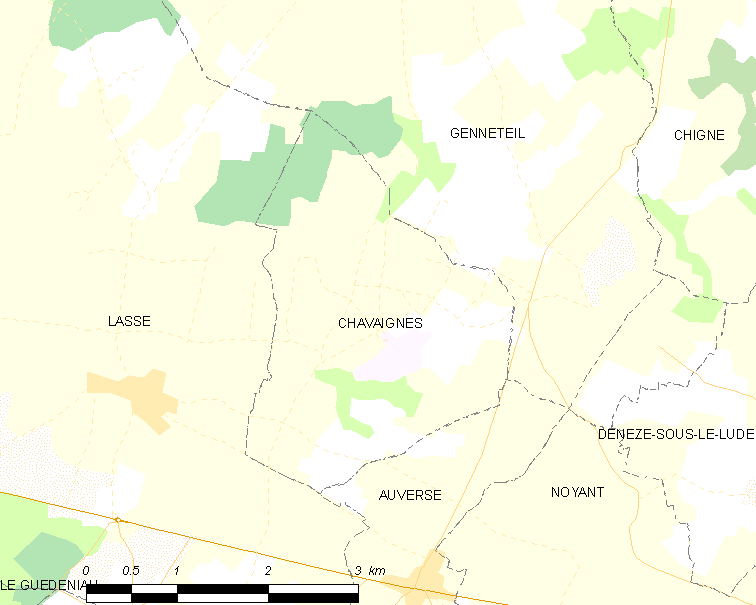
沙韦涅的OSM定位图

## 行政
沙韦涅的邮政编码为49490，INSEE市镇编码为49087。

## 政治
沙韦涅所属的省级选区为安茹地区博福尔县。

## 人口

1962-2008年间沙韦涅人口变化图示

沙韦涅于2018年1月1日时的人口数量为83人。